# Tafíla kormányzóság

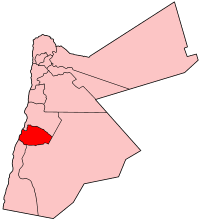
Tafíla kormányzóság elhelyezkedése Jordánián belül

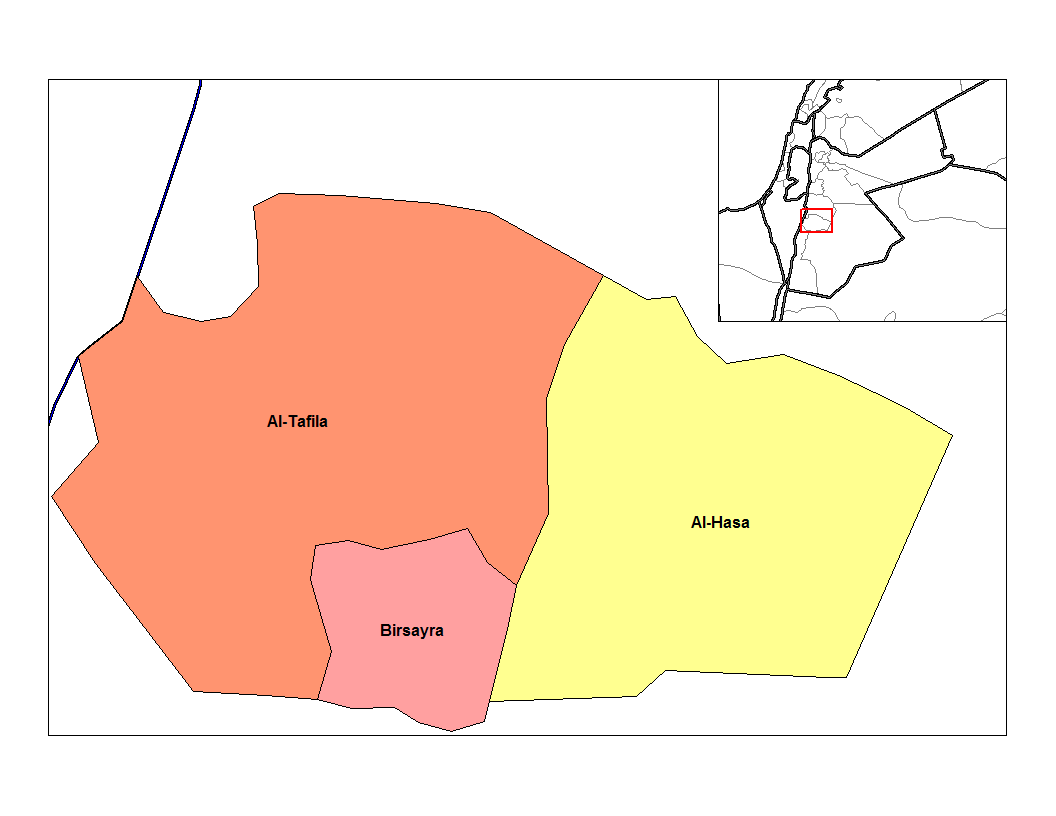
A tartomány körzetei

Et-Tafíla kormányzóság (arabul محافظة الطفيلة [Muḥāfaẓat aṭ-Ṭafīla]) Jordánia tizenkét kormányzóságának egyike. Az ország nyugati részén fekszik. Északon el-Karak, keleten és délkeleten Maán, délnyugaton el-Akaba kormányzóság, nyugaton pedig Izrael határolja. Székhelye et-Tafíla városa. Területe 2 114 km², népessége 81 000 fő. Területe három körzetre (livá) oszlik (Biszajra, el-Hasza, et-Tafíla).